# Terra Mistica
Terra mistica je osmi studijski album pulske rock skupine Atomsko sklonište.
Novi album izlazi 1995. godine i to je prvi (za sada i jedini) album kojeg je izdala Croatia Records (ex Jugoton). Na njemu se nalaze devet pjesama u standardnom rock stilu.

## Popis pjesama
1. Moja zemlja - [5:16]
2. Ciganka - [5:01]
3. Izvan sazvježđa - [5:37]
4. Ona - [3:51]
5. Svirao je R&R - [5:09]
6. Ljetne djevojke - [4:26]
7. Sam - [4:37]
8. Ne tuguj - [6:23]
9. Kišni blues - [3:54]

## Članovi grupe
- Bruno Langer, bas, vokal
- Ranko Švorcan, gitara
- Nikica Duraković, bubnjevi